# Castelnuovo Rangone
Castelnuovo Rangone (Castelnôv in dialetto modenese) è un comune italiano di 15 117 abitanti della provincia di Modena in Emilia-Romagna, situato nell'alta pianura ad un'altitudine che varia da 46 a 97 m s.l.m., a circa 13 chilometri a sud-est di Modena, capoluogo della provincia. Il suo territorio comunale, assieme a quello dei comuni di Castelvetro di Modena, Guiglia, Marano sul Panaro, Savignano sul Panaro, Spilamberto, Vignola e Zocca, forma l'Unione Terre di Castelli.

## Geografia fisica
Il comune di Castelnuovo Rangone è situato nell'alta pianura modenese, a 12 km a sud di Modena, occupando una superficie di 22,44 km². Confina con i comuni di Modena a nord, Spilamberto ad est, Castelvetro di Modena a sud e Formigine ad ovest.

## Storia
La prima citazione del nome del paese appare in un atto di donazione datato 1025 fatta dal vescovo Ingone all'abate di San Pietro Ardorico, riguardante terreni e case in Castro Novo super ripam fluminis Tepidi de mane, come dire "in Castelnuovo sulla riva del fiume Tiepido dal mattino" (ovvero dalla parte destra del fiume, a Levante, che scorre verso il fiume Panaro a nord). È noto che nel XIII secolo il castello e una parte del territorio erano di proprietà dei signori Pico della Mirandola, che vi dovevano tenere un presidio di militi; inoltre nel 1391 il marchese di Ferrara ne investì formalmente la famiglia Rangoni. In quel tempo Castelnuovo, allora detto Rangone, era un borgo fortificato raccolto intorno al castello turrito, protetto da una cerchia murata e da un fossato, presidiato da una guarnigione permanente di armati al soldo dei Rangoni.
La rivalità tra gli abitanti di Castelnuovo e quelli di Castelvetro, dovuta a questioni di confine e soprattutto all'orgoglio municipale, era assai viva. Nel 1796 l'occupazione francese segnò la fine del feudalesimo e la fine del governo dei Rangoni; modificando anche denominazione del paese in Castelnuovo in Piano.
Il passaggio di truppe e la popolazione delle campagne e dei paesi corsero ad aggravare la situazione di miseria in cui versava buona parte della popolazione.
Nel 1796, con l'occupazione francese, Castelnuovo in Piano ebbe il titolo di capoluogo di comune e divenne sede di una municipalità nel dipartimento del Panaro; ma nel 1815, l'anno della Restaurazione del duca Francesco IV d'Ausburgo-Este e della riforma amministrativa del ducato, il comune di Castelnuovo fu abolito e aggregato a quello di Spilamberto come sezione (oggi diremmo frazione). Nel 1860, nella nuova riforma del dittatore Luigi Carlo Farini, il comune fu ripristinato e il paese riebbe l'antica denominazione di Castelnuovo Rangone. Negli anni che seguirono l'unità d'Italia, nello spirito di rinnovamento che pervase la nostra regione, anche a Castelnuovo furono attuate diverse opere pubbliche importanti che mutarono l'aspetto del paese.

### Simboli
- Colori: azzurro, argento e oro
- Simboli: croce d'argento

"Lo stemma araldico del Comune di Castelnuovo Rangone raffigura uno scudo con campo azzurro e croce d'argento caricata da un lambello di tre pendenti d'oro che attraversa la croce. Lo scudo cimato da corona è contornato da due rami, uno di quercia e l'altro d'alloro, uniti da un nastro tricolore della bandiera italiana."

## Monumenti e luoghi d'interesse
Oggi Castelnuovo Rangone è un centro modernamente ampliato; oltre le antiche case raccolte intorno alla piazza, sulla quale si affacciano la chiesa parrocchiale, il palazzo comunale, la torre medievale, ultimo resto dell'antico castello, si estendono le case, le ville, gli stabilimenti industriali sorti lungo le nuove vie periferiche.
- La chiesa di Castelnuovo appare citata per la prima volta in una bolla del Papa Lucio III del 1181, col titolo di cappella del castello, da intendersi come il borgo murato, di proprietà del capitolo della cattedrale di Modena. È certo che la cappella, poi chiesa parrocchiale, plebanale, dedicata a Celestino I, pontefice nel V secolo durante il Concilio di Efeso del 431 (il terzo ecumenico), subì diversi rifacimenti, l'ultimo negli anni dal 1856 al 1866, quando, ormai cadente e insufficiente al servizio religioso dell'accresciuta popolazione, fu completamente ricostruita, su progetto dell'architetto modenese Cesare Costa. Nel 1888 fu eretto il campanile, su disegno dell'ingegnere castelnovese Pio Soli. Nel 1928 la costruzione dell'edificio fu compiuta con l'edificazione della facciata, in stile neorinascimentale, tripartita, timpanata. Meritano di essere citate la decorazione del catino absidale sul tema «il Primato di San Pietro», quella della cupola su «la Gloria della Croce» e dei pennacchi su «i quattro Evangelisti»; tutti questi affreschi sono opera del pittore modenese Evaristo Cappelli, che li eseguì nel 1923. La pala dell'altare maggiore, San Celestino I papa che consegna a San Cirillo il decreto di condanna dell'eresia di Nestorio, è considerata una delle più belle opere del modenese Adeodato Malatesta e fu eseguita nel 1873. Sono firmati dal Malatesta anche i due quadri San Luigi Gonzaga e Sant'Antonio abate posti nella serie di edicole delle seminavate laterali.
- La torre è a pianta quadrata, faceva parte della rocca marchionale dei Rangoni, fu innalzata negli ultimi anni del XIV secolo; era la torre di guardia del borgo murato circondata dal fossato perimetrale, le cui acque erano alimentate dal rio Gamberi e dal torrente Petazzara, secondo qualche autore così chiamato perché sboccava nella fossa in petto, ossia di fronte, al castello. Nel 1865, l'amministrazione comunale acquistò ciò che restava del castello, fece demolire i tratti delle mura rivolti a occidente e a oriente con la porta d'ingresso, abbattere il ponte, spianare le fosse, ricostruire il palazzo feudale già dei Rangoni, adattandolo a residenza municipale, secondo l'antico schema che prevedeva il portico in basso, la doppia fila di finestre ad arco al piano nobile, il coronamento merlato. Il 17 aprile 1945, un bombardamento aereo anglo-americano colpì pesantemente il paese, danneggiando la torre e il palazzo comunale. Nel dopoguerra si provvide all'accurata opera di ricostruzione. Recenti ritrovamenti hanno riportato alla luce anche l'antica cinta muraria del 1200, una delle più antiche d'Italia, nel centro storico del paese.
- Presso Castelnuovo, sulla riva destra del torrente Tiepido, si trova la piccola chiesa di Santa Maria del Tiepido (o del Grumolo) originariamente dipendente dall'Abbazia di Nonantola. La località fu abitata in età romana, come dimostrato sin dai primi decenni del '800 da reperti archeologici: un sarcofago in tufo datato al II secolo d.C., un frammento di pavimento a mosaico in pietruzze bianche e nere, resti di muri di case, tutti della stessa epoca. La chiesa di Santa Maria del Tiepido è citata a partire dal XII secolo, è stata restaurata nel 1966 dagli attuali proprietari, conservando l'antico aspetto romanico. L'affresco raffigurante la Madonna della Neve, festa tradizionale il 5 agosto, alla quale la chiesa è dedicata, è di anonimo dei primi anni del XVI secolo. Diverse maestà a soggetto mariano ed oratori segnano poi il territorio sia nel centro abitato sia nelle campagne.

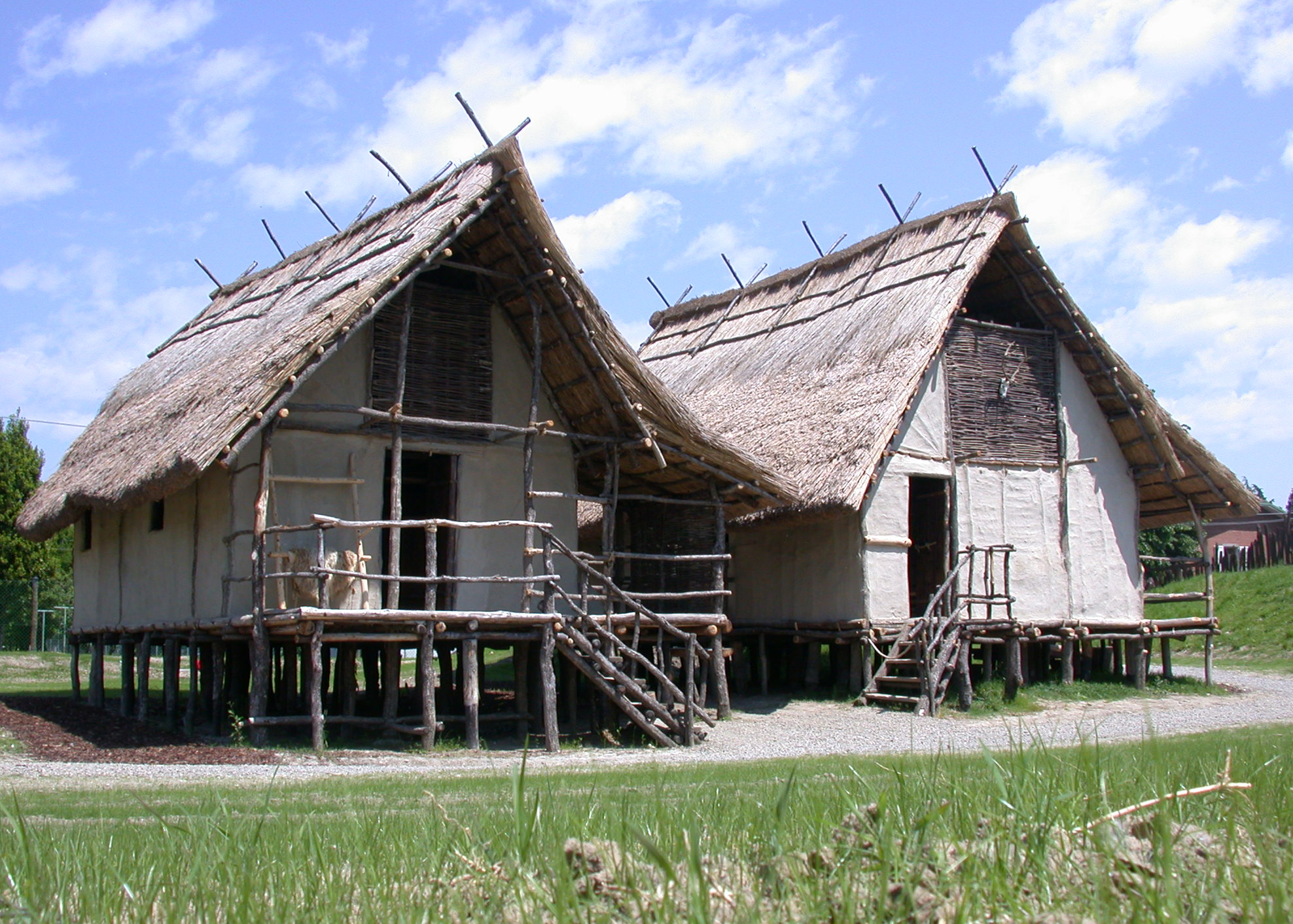
Parco archeologico e museo all'aperto della Terramara di Montale

- Di particolare rilevanza storica il ritrovamento avvenuto a Montale, sul finire del XIX secolo, di numerosi resti dell'età del bronzo risalenti al XIV secolo a.C., che testimoniano gli insediamenti della “civiltà delle Terramare” nel periodo 1650-1200 a.C. Proprio a Montale nel 2003 è stato inaugurato il Parco archeologico e museo all'aperto della Terramara di Montale, un museo all'aperto di 23.500 m² dedicato alla più antica civiltà padana, con ricostruzioni a grandezza originale di ambienti e abitazioni protostoriche, zone di scavo e sale didattiche, realizzato in collaborazione tra il Comune di Castelnuovo, il Comune di Modena e il Museo Civico Archeologico di Modena.
- A Castelnuovo Rangone ci sono il parco e una statua dedicati a John Lennon, “poeta, musicista e pacifista”, il parco “Rio dei Gamberi” con una “Collina delle Fiabe” realizzata dal grande scenografo Emanuele Luzzati con le sagome dei personaggi delle favole, le “Parole per la strada” (bacheche di vetro sparse per le vie del paese con testi tratti da romanzi), il Parco “Giovane Holden”, la “Strada Jack Kerouac” (pista ciclabile realizzata sulla vecchia linea ferroviaria Modena - Vignola), il parco dedicato allo statista ed ex Presidente della Repubblica Sandro Pertini, il parco intitolato al generale sir Robert Baden-Powell, fondatore dello scautismo; il parco “Grizzaga” situato nella frazione di Montale.
- All'interno del progetto “Castelnuovo: un paese per i bambini”, da alcuni anni il Comune e la scuola coinvolgono i bambini delle quinte elementari in un progetto di “ripavimentazione” del centro storico. Ad ogni bambino viene chiesto di disegnare una piccola piastrellina che ognuno di loro posa nella pavimentazione, a futura testimonianza. L'esperienza si ripete tutti gli anni in occasione della festa delle scuole. Dal 1998 i bimbi sono affiancati da illustratori e artisti per l'infanzia. A tutt'oggi le opere dei bambini sono più di trecento.
- Negli ultimi anni, inoltre, l'Amministrazione sta recuperando una parte significativa dell'identità del paese. La riscoperta dei resti dell'antica cinta muraria del 1200, una delle più antiche d'Italia[senza fonte], ha un grande valore storico e culturale. Il progetto rientra nel piano di riqualificazione del centro storico in atto da due decenni.
- Dal 1991 ha riaperto il cinema teatro parrocchiale Ariston (già attivo a periodi alterni dagli anni venti), che ad opera di volontari garantisce le proiezioni nel fine settimana ed altre offerte ricreativo-culturali (rassegne d'essai, teatro, concerti).

## Società

### Evoluzione demografica
Abitanti censiti

Un movimento d'uscita di residenti della città di Modena sia dal centro storico, sia dalla periferia, ha interessato la cerchia dei dieci comuni circonvicini, tutti situati entro un raggio di 9-15 chilometri dalla Ghirlandina (tra cui Castelnuovo Rangone). Più degli altri, alcuni municipi sono divenuti sede abitativa preferita dei Modenesi transfughi anzitutto in ragione dei minori costi degli edifici in proprietà e dei minori canoni d'affitto e, poi, per un più sostenibile equilibrio ambientale e dei livelli delle relazioni umane nonché per la migliore accessibilità dei servizi pubblici a parità di caratteristiche qualitative (nidi, asili infantili, scuole elementari e medie inferiori, case protette per anziani).
Dal 1981 la popolazione di Castelnuovo Rangone e, in generale, di tutti i comuni confinanti al capoluogo Modena, è in crescita costante. Nel corso del ventennio 1981-2002 Castelnuovo Rangone ha sperimentato una dinamica demografica costantemente espansiva e animata da ritmi annui di crescita di tutto rilievo (+1,81%).
Una prova indiretta del movimento migratorio selettivo di cui s'è appena detto, caratteristico soprattutto delle classi di giovane età, è data dai tassi di natalità. I comuni confinanti col capoluogo sopravanzano nettamente il valore di quest'ultimo (9 per mille). Castelnuovo Rangone infatti registra un tasso di natalità pari a 10,2 nascite per mille residenti.

## Cultura

### Eventi
Proprio al maiale sono dedicati una statua di bronzo, nella piazza centrale del paese, che è un omaggio dell'Ente Esportatore Carni Olandese all'animale simbolo dell'economia di Castelnuovo, e il Superzampone, festa popolare organizzata ogni anno nella prima domenica di dicembre, in cui uno zampone gigante di oltre 900 kg, registrato nel Guinness dei Primati, viene cotto e offerto gratuitamente a migliaia di persone. Nel 2014 è stato cucinato uno zampone il cui peso superava una tonnellata, entrando nel Guinness dei Primati e battendo il record precedente.
Le altre manifestazioni principali sono la Fiera di Maggio (concerti, mercati, spettacoli nell'ultima settimana di maggio); la Festa del Volontariato in autunno e l'Estate Bene, il cartellone di iniziative gratuite nei parchi e nelle piazze di Castelnuovo e Montale in luglio e agosto. Per qualche anno Castelnuovo è stata una delle sedi del Festival della Poesia, che si svolge in Provincia di Modena alla fine dell'estate.

### Giorno di mercato
Il mercato cittadino a Castelnuovo Rangone si svolge ogni sabato.
Il mercato cittadino a Montale si svolge ogni martedì.

## Economia
Al 2014, Castelnuovo Rangone risulta essere il comune con il più alto reddito medio pro-capite nella provincia di Modena e il sesto dell'Emilia-Romagna, con un valore pari a 24166,48 euro. La lavorazione delle carni suine rappresenta l'attività economica e industriale più rilevante e significativa del paese, con oltre 1.200 addetti occupati in più di cinquanta aziende. Il distretto alimentare che ruota intorno a Castelnuovo è uno dei più importanti a livello europeo, con la presenza di veri e propri “colossi” dell'industria della lavorazione della carne.
La storia dell'industria alimentare castelnovese inizia alla fine dell'Ottocento per mano della famiglia Villani, primi imprenditori nazionali ad avviare un'attività di macellazione di carne suina ed esportarla in altre regioni d'Italia. Nello stesso periodo sorgono a Castelnuovo altre aziende che operano nel settore: all'inizio degli anni trenta si contano 8 macellazioni e 11 salumerie, i cui lavoratori si caratterizzano per la grande “perizia” ed esperienza.
L'esplosione vera e propria dell'industria salumiera avviene nei primi anni cinquanta, quando molte aziende nascono come “costole” della Villani Salumi, con imprenditori che si mettono in proprio dopo aver lavorato nell'azienda maggiore. Molte di queste sono ancora attive oggi, con numeri e dimensioni ben più rilevanti, spesso di rilievo internazionale. Negli anni cinquanta e sessanta si impone anche il modello di "produzione e vendita diretta al pubblica", con i salumi venduti direttamente dall'azienda ai banchi degli ambulanti.
Gli anni novanta sono gli anni delle profonde ristrutturazioni di tutti gli stabilimenti che si devono adeguare all'apertura del Mercato Unico Europeo, ottenendo il riconoscimento CEE. Negli ultimi anni l'industria salumiera è cresciuta nel settore della stagionatura dei prosciutti con la costruzione di nuovi stabilimenti; il Consorzio del Prosciutto di Modena ha qui molte aziende associate.
Oggi Castelnuovo rappresenta il punto di riferimento per tutto ciò che gravita intorno al maiale. La crescita delle aziende negli ultimi anni non si è ancora fermata. Da alcuni anni è stato inaugurato il Centro Carni (oggi InforMo), centro di formazione e informazione per gli addetti del settore alimentare e per i cittadini, che offre consulenze e campagne informative sulla salute alimentare.

## Infrastrutture e trasporti
Nel territorio comunale di Castelnuovo Rangone non vi sono linee ferroviarie attive, tuttavia è raggiungibile comodamente l'autostazione di Modena tramite trasporto pubblico SETA. A circa 10 km dal centro cittadino si trova il casello autostradale di Modena Sud.

## Amministrazione
| Periodo         | Periodo         | Primo cittadino               | Partito                                                  | Carica  | Note   |
| --------------- | --------------- | ----------------------------- | -------------------------------------------------------- | ------- | ------ |
| 12 maggio 1985  | 22 aprile 1995  | Massimo Simonini              | PCI, PDS                                                 | Sindaco | [ 10 ] |
| 23 aprile 1995  | 12 giugno 1999  | Nadia Paltrinieri             | lista civica Insieme per Castelnuovo e Montale           | Sindaco | [ 10 ] |
| 13 giugno 1999  | 6 giugno 2009   | Roberto Alperoli              | centro-sinistra Centrosinistra per Castelnuovo e Montale | Sindaco | [ 10 ] |
| 7 giugno 2009   | 29 ottobre 2011 | Maria Laura Reggiani          | lista civica Centrosinistra Per Castelnuovo e Montale    | Sindaco | [ 11 ] |
| 30 ottobre 2011 | 5 maggio 2012   | Massimiliano Meschiari (f.f.) | lista civica Centrosinistra Per Castelnuovo e Montale    | Sindaco |        |
| 6 maggio 2012   | 11 giugno 2017  | Carlo Bruzzi                  | centro-sinistra - Insieme verso il futuro                | Sindaco | [ 10 ] |
| 10 giugno 2017  | in carica       | Massimo Paradisi              | centro-sinistra - Insieme verso il futuro                | Sindaco | [ 10 ] |

### Gemellaggi
- Suhr[12]
- Auriol[12]

## Sport
L'F.C. Castelnuovo milita nel Campionato di Promozione organizzato dalla F.I.G.C. disputando gli incontri casalinghi presso il centro sportivo "Gaetano Scirea"; mentre il Real Modena Montale, squadra della frazione Montale Rangone, milita nel Campionato di Terza Categoria organizzata dalla F.I.G.C. disputando le gare casalinghe presso l'impianto sportivo "U. Mazzucchi".
Molto forte è la tradizione pallavolistica del comune che vede U.S. Castelnuovo appunto a Castelnuovo e Montale Volley nella frazione, entrambe le società hanno risultati di alti livelli.
Montale ha una lunga tradizione di pattinaggio sia per quello artistico che per l'hockey; uno dei campi da tiro con l'arco più grandi della regione sul quale si allena la Compagnia Arcieri Montale che vanta tra i suoi soci atleti para acrhery di livello internazionale.
Dal 2021 è iniziata una collaborazione tra i gestori degli impianti tennistici di Castelnuovo (2 campi coperti nel periodo freddo e scoperti in quello caldo, superficie erba sintetica) e Montale (3 campi di cui 2 in cemento coperti nel periodo freddo e 1 in erba sintetica scoperto) con la MMTA SSD ARL per la promozione e lo sviluppo del tennis ad ogni livello.